# بدنايل
بدنايل هي قرية لبنانية من قرى قضاء الكورة في محافظة الشمال.

## جغرافيتها
تقع ابلدة على ارتفاع 350م عن سطح البحر وتبع 72 كلم عن بيروت. تبلغ مساحتها 175 هكتار أو 1,75 كلم ². والقرى المحاذية لها هي كفرحتا، كفر حزير وكفريا.